# Ana Patricia Rojo
Ana Patricia Rojo Stein (Villahermosa, 13 de febrero de 1974) es una actriz mexicana. Es hija del actor Gustavo Rojo y de la ex Miss Perú Carmela Stein.

## Biografía
A los cinco años de edad tiene contacto por primera vez con el mundo del espectáculo, su primera película fue Los reyes del palenque, un año más tarde participa en la telenovela Al final del arco iris. Posteriormente actúa en la telenovela Juegos del destino.
Destaca su participación en la telenovela de 1983 El maleficio donde actúa junto al también principante Armando Araiza. Aquí obtiene su primer reconocimiento como actriz, al ser ganadora del Premio TVyNovelas a "Mejor actriz infantil".
En 1984 protagoniza la película Veneno para las hadas dirigida por Carlos Enrique Taboada. Por su actuación es nominada a distintos premios como el Ariel, las Diosas de Plata y los Bochica de Oro, siendo la ganadora en los dos últimos en la categoría de "Mejor actriz infantil".
Continúa con una destacada carrera en televisión, interviniendo en telenovelas como Dulce desafío, Un rostro en mi pasado, Al filo de la muerte y Los parientes pobres, donde interpretó a su primera villana. Este tipo de papeles la consagrarían durante su carrera.
En 1995 realiza su segundo papel antagónico en la telenovela María José, donde representó a la malvada Imperia Campuzano de la Cruz. Luego siguieron María la del barrio, Bendita mentira, Esmeralda, Vivo por Elena, la coproducción peruana María Emilia, querida, Carita de ángel y El noveno mandamiento. Se convirtió en una de las mejores actrices mexicanas en la mayoría de sus personajes como villana.
En 2003, después de destacarse en roles antagónicos, demuestra su versatilidad al representar a la dulce Niurka Linares en Rebeca. Donde además interpretó la canción "Desesperadamente" que formó parte de la telenovela de reparto internacional producida en Miami y que es coproducida por Venevisión (Venezuela) y Fonovideo (Estados Unidos).
En 2004 obtiene su primer protagónico en Mujer de madera, representando a Marisa Santibáñez Villalpando. Se integró a la telenovela para sustituir a Edith González, que abandonó la historia a causa de su embarazo.
En 2007 entra a Destilando amor como la coprotagonista Sofía Montalvo. Vuelve como antagonista en 2008 en la telenovela Cuidado con el ángel representando a Estefanía Rojas.
En 2013 representa a la villana Raiza Canseco en Corazón indomable.
En 2014 protagoniza la obra de teatro Mi amiga la gorda representando el personaje de Victoria, una joven obesa con un gran problema de autoestima y desórdenes alimenticios.
En 2015 representa a Efigenia de la Cruz y Ferreira en Que te perdone Dios producida por Angelli Nesma. Por su personaje recibe reconocimiento por sus 35 años de trayectoria ininterrumpidos. Además de recibir la Presea Luminaria de Oro como mejor actriz.
En 2016 tiene uno de los papeles principales en Un camino hacia el destino producida por Nathalie Lartilleux compartiendo escena con Paulina Goto y Horacio Pancheri.
En 2019 regresa al cine en la película El triunfo de vivir con el personajes de Rocío mismo que le permitió continuar su actividad filantrópica y con la ayuda de personas y niños con cáncer.

## Trayectoria

### Telenovelas
- Honrarás a los tuyos (1979-1980) -  Magnolia
- Extraños caminos del amor (1981-1982) -  Juana
- Juegos del destino (1981-1982) -  Vanessa (niña)
- Al final del arco iris (1982) -  Caramelo
- El maleficio (1983-1984) -  Liliana
- El camino secreto (1986-1987) -  Paulina Faidella
- Dulce desafío (1988-1989) -  Mirta Miranda
- Un rostro en mi pasado (1989-1990) -  Miranda Estrada
- Al filo de la muerte (1991-1992) -  Mónica Araujo
- Los parientes pobres (1993) -  Griselda Olmos
- María José (1995) -  Imperia Campuzano de la Cruz
- María la del barrio (1995-1996) -  Penélope Linares
- Bendita mentira (1996) -  Mireya de la Mora
- Esmeralda (1997) -  Georgina Pérez-Montalvo
- Vivo por Elena (1998) -  Silvia Fonseca de Montiel / Raquel Durán
- María Emilia, querida (1999-2000) -  Mónica Pardo-Figueroa
- Carita de ángel (2000-2001) -  Nicole Romero Medrano
- El noveno mandamiento (2001) -  Fabiola Durán Del Valle[10]
- Mujer de madera (2004-2005) -  Marisa Santibáñez Villalpando #2[11]
- Destilando amor (2007) -  Sofía Montalvo Santos[12]
- Cuidado con el ángel (2008-2009) -  Estefanía Rojas / Estefanía Velarde Santos[13]
- Corazón Indomable (2013) -  Raiza Canseco[14]
- Que te perdone Dios (2015) -  Efigenia de la Cruz y Ferreira[15][16]
- Un camino hacia el destino (2016) -  Mariana Altamirano de Sotomayor[17][18]
- Por amar sin ley (2018) - Lina Ávalos
- La Guzman (2019) - María de los Ángeles Torrieri
- S.O.S me estoy enamorando (2021) - Inés Paredes Nava[19]
- Amores que engañan (2022) - Edna, ep: compañeros hasta la muerte[20]
- Mujeres asesinas (2024) - Marina[21]
- Fugitivas, en busca de la libertad (2024) - Esther Suárez[22]
- Monteverde (2025) - Eva Martínez[23]

### Programas
- Otra vuelta de tuerca (1981) -   Flora
- Mujer, casos de la vida real (1997-2007) -  Alba
- ¿Qué nos pasa? (1998) -  Refugio
- Big Brother (2004) -  Invitada Blanca
- Don Francisco presenta (2004-2005) -  Co-conductora
- Tiempo final (2009) -  Agente Carrasco[24]
- Como dice el dicho (2014) -  Angélica[25]
- Master Chef Celebrity (2023) - Participante[26]

### Cine
- Los reyes del palenque (1979)
- El robo imposible (1980) - Patty Bond
- Los cuates de la Rosenda (1981)
- No vale nada la vida (1984)
- Veneno para las hadas (1984) - Verónica
- Como si fuéramos novios (1986) - Laurita
- Trágico carnaval (1991)
- Dos locos en aprieto (1991)
- Drogadicto (2000)
- La curva del olvido (2005)
- Hipnosis (cortometraje 2007)
- J-ok'el (2007) - Carmen Romero
- La vida se disfraza de problemas (cortometraje 2008)
- El triunfo de vivir (2019)

### Teatro
- La Caperucita Roja (1985) - Juana
- Pastorela mexicana (2004) - María Paz
- Nada de sexo que somos decentes (2004) - Niurka
- De que se ríen las mujeres (2005) - Griselda
- 23 centímetros (2005) - Fabiola
- Sueños de un seductor - Silvia Renca
- Tres parejas disparejas - Vanessa
- La bella y la bestia (musical) - Imperia
- Agárrenla que me caso (2006) - Sofía
- Las arpías (2010) - Nicole
- Perfume de Gardenia (2011) - Estefanía
- Mi amiga la gorda (2014) - Úrsula[27]

## Premios y nominaciones

### Premios TVyNovelas
| Año  | Categoría             | Telenovela      | Resultado |
| ---- | --------------------- | --------------- | --------- |
| 1984 | Mejor actriz infantil | El maleficio    | Ganadora  |
| 1997 | Mejor villana         | Bendita mentira | Nominada  |

### Premios Ariel
| Año  | Categoría                 | Película              | Resultado |
| ---- | ------------------------- | --------------------- | --------- |
| 1986 | Mejor actriz protagonista | Veneno para las hadas | Ganadora  |

### Premios Diosas de Plata
| Año  | Categoría                | Película              | Resultado |
| ---- | ------------------------ | --------------------- | --------- |
| 1986 | Mejor actuación infantil | Veneno para las hadas | Ganadora  |

### Premios Bochica de oro
| Año  | Categoría                | Película              | Resultado |
| ---- | ------------------------ | --------------------- | --------- |
| 1986 | Mejor actuación infantil | Veneno para las hadas | Ganadora  |

#### Premios Asociación Nacional de Actores (ANDA)
| Año  | Categoría          | Medalla             | Resultado |
| ---- | ------------------ | ------------------- | --------- |
| 2006 | 25 años de carrera | “Virginia Fábregas” | Ganadora  |

### Premios ACE
| Año  | Categoría                  | Telenovela      | Resultado |
| ---- | -------------------------- | --------------- | --------- |
| 2008 | Mejor coactuación femenina | Destilando amor | Ganadora  |

#### Premio Fama
| Año  | Categoría               | Persona         | Resultado |
| ---- | ----------------------- | --------------- | --------- |
| 2008 | Mejor actriz de reparto | Destilando amor | Ganadora  |

#### Premios Asociación de Periodistas Teatrales
| Año  | Categoría               | Persona    | Resultado |
| ---- | ----------------------- | ---------- | --------- |
| 2010 | Mejor actriz de reparto | Las Arpías | Ganadora  |

#### Premio Cámara Nacional de la Mujer
| Año  | Categoría             | Resultado |
| ---- | --------------------- | --------- |
| 2014 | Trayectoria Artística | Ganadora  |

#### Premio Especial 35 años Trayectoria Ininterrumpida
| Año  | Categoría      | Resultado |
| ---- | -------------- | --------- |
| 2015 | Reconocimiento | Ganadora  |

#### Premio Presea Luminaria de Oro
| Año  | Categoría    | Telenovela          | Resultado |
| ---- | ------------ | ------------------- | --------- |
| 2015 | Mejor Actriz | Que te perdone Dios | Ganadora  |

### Premio Artes Escénicas Guzart
| Año  | Categoría               | Resultado |
| ---- | ----------------------- | --------- |
| 2015 | Trayectoria Cine Terror | Ganadora  |